# La Symphonie pastorale (film)
Pour les articles homonymes, voir Symphonie pastorale.
Pour plus de détails, voir Fiche technique et Distribution.
La Symphonie pastorale est un film français de Jean Delannoy, sorti en 1946, adapté du roman du même nom d'André Gide, écrit en 1919.
Le film remporte la Palme d'or du premier Festival de Cannes, en 1946 ; Michèle Morgan obtient le prix d'interprétation féminine pour le rôle de Gertrude.

## Synopsis
À Rossinière, village isolé de Suisse, le pasteur Jean Martens a recueilli une fillette aveugle et à demi-sauvage, Gertrude. Il prend en charge son instruction et l'élève chez lui avec son fils et sa fille. L'affection qu'il peut ressentir pour elle se rapproche de plus en plus de l'amour. Devenue une ravissante jeune fille, Gertrude est opérée et recouvre la vue. Mais, partagée entre sa reconnaissance pour le pasteur et l'amour qu'elle éprouve pour son fils, Jacques, elle s'enfuit...

## Fiche technique
- Titre : La Symphonie pastorale
- Réalisation : Jean Delannoy
- Scénario : André Gide, Jean Aurenche, Jean Delannoy et Pierre Bost ; d'après le roman éponyme d'André Gide (1919)
- Images : Armand Thirard
- Musique : Georges Auric, direction : Roger Désormière
- Décors : René Renoux
- Montage : Suzanne Fauvel
- Son : Georges Leblond
- Costumes : Georges Annenkov
- Photographe de plateau : Roger Corbeau
- Sociétés de production : Les Films Gibé
- Pays : France
- Genre : drame
- Format : Noir et Blanc - 35mm - 1,37:1 - Mono
- Durée : 103 minutes
- Dates de sortie : 26 septembre 1946
- Affiches : Jacques Bonneaud, Henri Cerutti, Boris Grinsson (France)[réf. nécessaire]

## Distribution

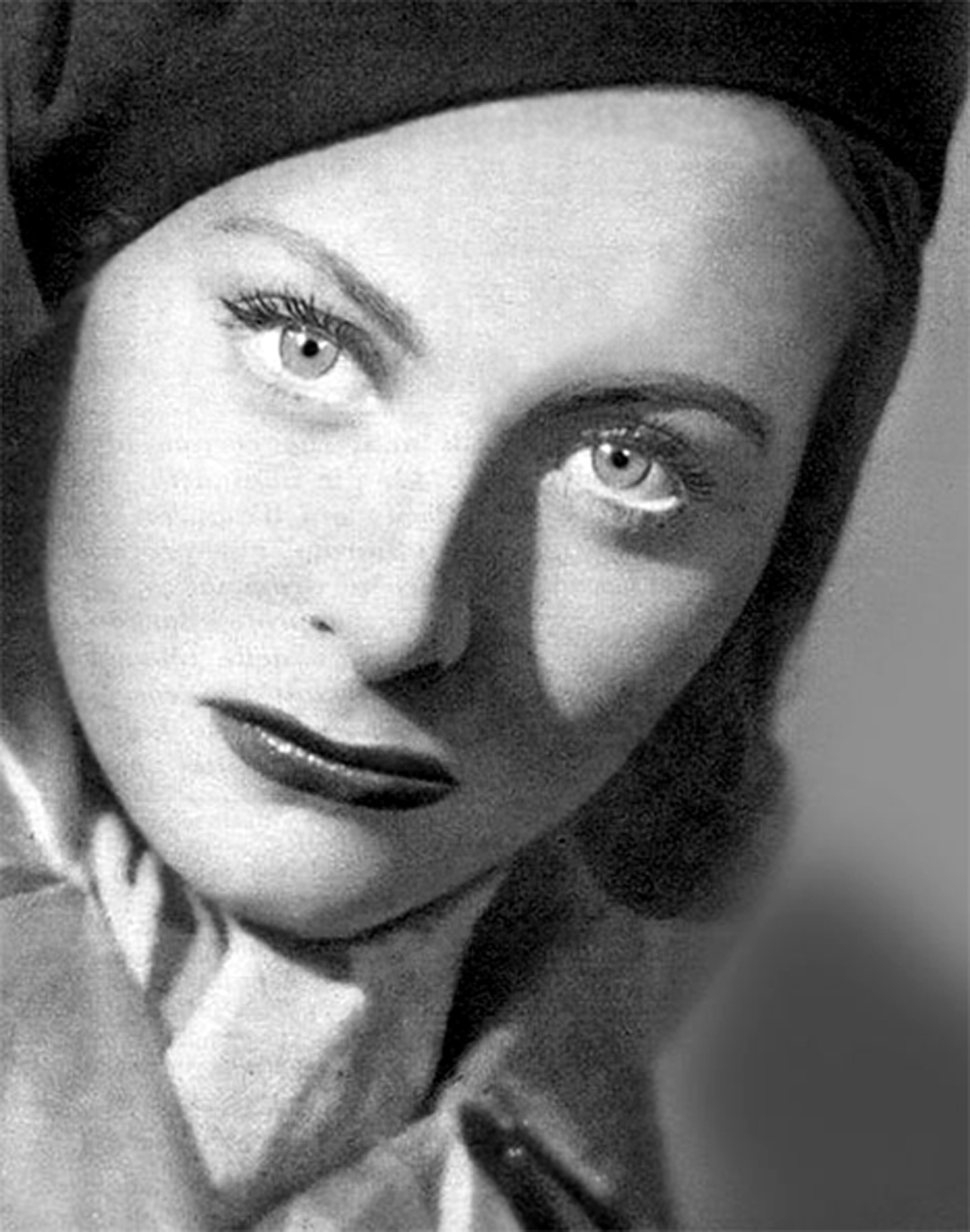
Michèle Morgan en 1938.

- Michèle Morgan : Gertrude, une jeune aveugle recueillie par un pasteur
- Pierre Blanchar : le pasteur Jean Martens, le bienfaiteur de Gertrude qui ne peut s'empêcher de tomber amoureux d'elle
- Line Noro : Amélie Martens, l'épouse de Jean et mère de ses enfants
- Jean Desailly : Jacques Martens, le fils aîné du pasteur, qui tombe amoureux de Gertrude et devient, de fait, le rival amoureux de son père
- Andrée Clément : Piette Casteran
- Rosine Luguet : Charlotte Martens, la sœur de Jacques
- Jacques Louvigny : M. Casteran, le père de Piette
- Robert Demorget : Pierre Martens
- Albert Glado : Paul Martens
- Mona Dol : sœur Claire
- Hélène Dassonville : Mademoiselle de la Grange
- Germaine Michel : la vieille paysanne
- Florence Brière : une amie de Gertrude
- Marius David
- Renée Bouzy : Gertrude enfant

## Distinctions
Le film a reçu le Grand Prix (ancêtre de la Palme d'or) lors du Festival de Cannes 1946 conjointement avec dix autres films et Michèle Morgan le prix de la meilleure actrice aux Victoires du cinéma français en 1946.
Michèle Morgan estimait qu'il s'agissait là d'un des nombreux films centrés sur son regard si particulier, souligné par la réplique de Gabin dans le Quai des brumes.